# María Jesús Guirado Ibarra
María Jesús Guirado Ibarra (Álamos, Sonora, 8 de junio de 1910 - Hermosillo, Sonora, 15 de noviembre de 1987) fue una activista, sindicalista y política mexicana de origen sonorense. Primera mujer en dirigir la Central de Trabajadores de Sonora y la primera diputada local electa en el estado.

## Biografía
Cursó sus estudios en la escuela Bárbara Cevallos-Bartolomé Salido, en Álamos, Sonora. En 1936, su familia se mudó a Navojoa, Sonora, donde empezó a trabajar como costurera en la fábrica textil La Bengala, propiedad de la tienda La Francesa fundada por Agustín Bouvet en 1913, la más grande de la región en esa época y de la cual llegó a ser administradora.

### Trayectoria sindical
Fue de las primeras mujeres en participar en el sindicalismo sonorense, en la década de los años treinta. En 1942 se convirtió en Secretaria General del Sindicato Femenil de Costureras de Navojoa, que para entonces sumaba 270 integrantes y estaba afiliado a la Central de Trabajadores de Sonora (CTS).
En 1952 ocupó el cargo de administradora del Centro de Capacitación Femenil de Navojoa, dentro del proyecto de Misiones Sonorenses.
En esos años existía la práctica de que el gobierno estatal solicitara la intervención de los sindicatos para dirimir conflictos de otras organizaciones, como queda asentado en una comunicación enviada a Guirado desde la Secretaría del Trabajo, pidiéndole interceder para la resolución de un conflicto intergremial, a fin de lograr la tranquilidad entre los diferentes grupos del estado.

En 1955 fue nombrada secretaria general de la CTS, siendo la primera mujer en ocupar ese cargo.
“Su trayectoria personal constituye una muestra de que los sindicatos, además de evidenciar la capacidad organizativa de las mujeres y permitirles luchar por obtener mejores condiciones laborales, son también un canal de expresión y participación pública que permitió al sector femenino acceder a posiciones de poder, siempre reguladas por los grandes conglomerados partidistas”

## Trayectoria política
Combinó su actividad sindical con la política y con el activismo social en el Valle del Mayo, apoyando al sector obrero y campesino de la región. Al término de su administración, el gobernador Ignacio Soto (1949-1955), la incluyó en un agradecimiento escrito que dirigió a sus colaboradores al final de su mandato.
En Navojoa, apoyó al gobernador Álvaro Obregón Tapia (1955-1961) promoviendo su campaña para la gubernatura del estado.
En 1955 fue postulada por el Partido Revolucionario Institucional como candidata a diputada local, siendo la única mujer en competir en esa ocasión. En las elecciones del 3 de julio de ese año, cuando las mexicanas empezaron a ejercer su derecho de votar y ser votadas, se convirtió en la primera sonorense en ser electa para un cargo de elección popular en la entidad.
Integró la XLI Legislatura del Congreso del Estado de Sonora, de 1955 a 1958, como diputada propietaria por el distrito IX de Navojoa, teniendo como suplente a Esther B. Padilla, integrante también del sindicato de costureras.
Pasaron 12 años para que otra mujer llegara al Congreso estatal como diputada propietaria, fue la maestra y escritora Enriqueta de Parodi, quien había sido funcionaria en la administración del gobernador Abelardo L. Rodríguez (1943-1948).

## Vida personal
Sus padres fueron Manuel Guirado, de ocupación comerciante, y su madre fue la señora María Ibarra. Tuvo cinco hermanos: Soledad, Julia, Manuel, Balvanera y María Ramona. No contrajo matrimonio. Tuvo un hijo adoptivo. Falleció el 15 de noviembre de 1987 a los 77 años de edad, debido a complicaciones de diabetes. Sus restos están sepultados en el Panteón Yáñez de Hermosillo, Sonora.